# John Harold Hogshaw
John Harold Hogshaw, britanski general, * 1896, † 1968.